# Leok'k
Leok'k son considerados como uno de los grupos pioneros de la música rock en el País Vasco, ya que fueron una de las primeras bandas de ese estilo que se creó en el País Vasco. Fue fundado en Zestoa en 1968 por Gotzon Lizaso, Sebastian Etxeberria, Mitxel Orbegozo y los hermanos Alejandro y Juan Antonio Kortadi. El nombre del grupo es el acrónimo de los apellidos de sus primeros 5 integrantes. Al poco de nacer se les unió el guitarrista zumaiarra Luis Llavori para completar la formación clásica de la banda.
Leok'k actuó en fiestas, discotecas y bodas del País Vasco a finales de los 60 y principios de los 70. No llegaron a grabar ningún disco y el grupo se deshizo en 1972 cuando sus integrantes tuvieron que acudir al servicio militar. Olvidados prácticamente, son recordados en sus localidades de origen y por los historiadores de la música del País Vasco.
Con posterioridad el grupo se ha reunido de nuevo puntualmente para tocar en concierto con motivo de su 25 aniversario (1992) y en 2002 con motivo del 35 aniversario. En estos casos Koldo Igual sustituyó en la formación a Alejandro Kortadi, que había fallecido años atrás en un accidente de tráfico.
En 2006, superada la cincuentena de edad, editan su primer álbum titulado Saemel (Saharako Emanumeekin Elkartasuna), los ingresos de cuya venta se dedicaran a la ayuda de las mujeres de la República Árabe Saharaui Democrática. El disco está compuesto casi en su totalidad por versiones en euskera de temas de grupos clásicos de su época como Rolling Stones, The Doors, Deep Purple o The Beatles. A pesar de su carácter benéfico, el álbum fue retirado por la SGAE, al no haberse realizado correctamente los permisos de  derechos de autor.
Cuatro años más tarde, el 4 de septiembre, coincidiendo con las fiestas de Zestoa, presentaron su  segundo disco “une bat...” con los mismos objetivos que el primero y dentro del proyecto Saemel.
Con el proyecto en marcha metidos de lleno en conciertos y actuaciones, en el año 2013 y como consecuencia de una grave enfermedad murió  Sebastian Etxeberria miembro fundador y batería del grupo, entrando en su lugar David Gorospe (Mini- Leok ́k, Luma, Leize etc.). Meses más tarde y preparando el homenaje a Sebastian Etxeberria, se unió al grupo Jesus Aramberri (Sombras Azules, Luma, The Young Wait) compartiendo los teclados con Gotzon Lizaso.
A mediados de junio de 2015, y por motivos personales, abandonó el grupo Mitxel Orbegozo cantante del grupo, por lo que el miembro y guitarrista Luis Llavori tomó el relevo al micrófono. A principios de 2016, también por motivos personales, abandonó el grupo el hasta entonces bajista Luis Igual. En 2017, en plena preparación del tercer disco, se unió al grupo Alfonso Guilló (Expresión Sonora, Koska, Aterri, etc.) en sustitución de Luis Igual. De este modo pudieron reanudar nuevamente la trayectoria del proyecto quedando el grupo formado por: Juan Antonio Kortadi: guitarra y coros, Gotzon Lizaso: piano, sintetizadores y coros, Luis LLavori: guitarra y voz principal, David Gorospe: batería y percusión, Jesus Aramberri: órgano hammond y pianos, y Alfonso Guilló: bajo voz y coros
Así pues, situándonos en este contexto dieron un paso más en 2018, puesto que fueron  50 los años transcurridos desde la creación del grupo, por lo que estuvieron inmersos en la preparación de lo que fue  su tercer trabajo “Infinituari segika” para conmemorar el 50º aniversario de LEOK´K y presentarlo en un atractivo concierto en septiembre de 2018 en el que fueron invitados a tomar parte a todos los que de una forma u otra fueron miembros del grupo como; MItxel Orbegozo y Luis Igual y participes en el proyecto de LEOK'K como Anjel Fernández, Nerea Ugarte, Idoia Azurmendi y Adrian Larrañaga.
Como no podía ser de otra manera, continuaron su camino, tejiendo como arañas una red cada vez más fuerte de aportación cultural a Euskal Herria.
En 2019 editaron en  publicación limitada el cuarto disco "alferrik baita” para presentarlo en la feria de Durango.
Transcurridos desde la última actuación un año, y sin poder tocar en directo a raíz de la pandemia por el Covid-19,  aprovecharon el encierro para organizarse y programar las directrices a un futuro cercano. Para ello prepararon y compusieron de manera tranquila y sin prisas  6 nuevas  canciones para un próximo disco "bizirik hala ere" que lo presentaron en la Azoka de Durango de 2023.
El 21 de marzo de 2025 aprovechando los 57 años de la fundación del grupo y recordando sus comienzos, presentan el single "Kontadazu euria ikusi duzun" grabado en los estudios "The Last Drop" producido, mezclado y masterizado por Iñigo Llavori Osa. 
En la actualidad siguen con las actuaciones en directo, trabajando y componiendo canciones y preparando el 60º aniversario que se celebrara el 2028. 

## Discografía

### Álbumes
- Saemel (autoeditado, 2006)
- Une bat... (autoeditado, 2010)
- Infinituari segika (autoeditado, 2018)
- alferrik baita (autoeditado, 2019)
- bizirik hala ere (autoeditado, 2023)
- Kontadazu euria ikusi duzun (Single autoeditado, 2025)